# Грушанка середня
Грушанка середня (Pyrola media) — вид трав'янистих рослин родини вересові (Ericaceae), поширений у Європі, помірній і західній Азії.

## Опис

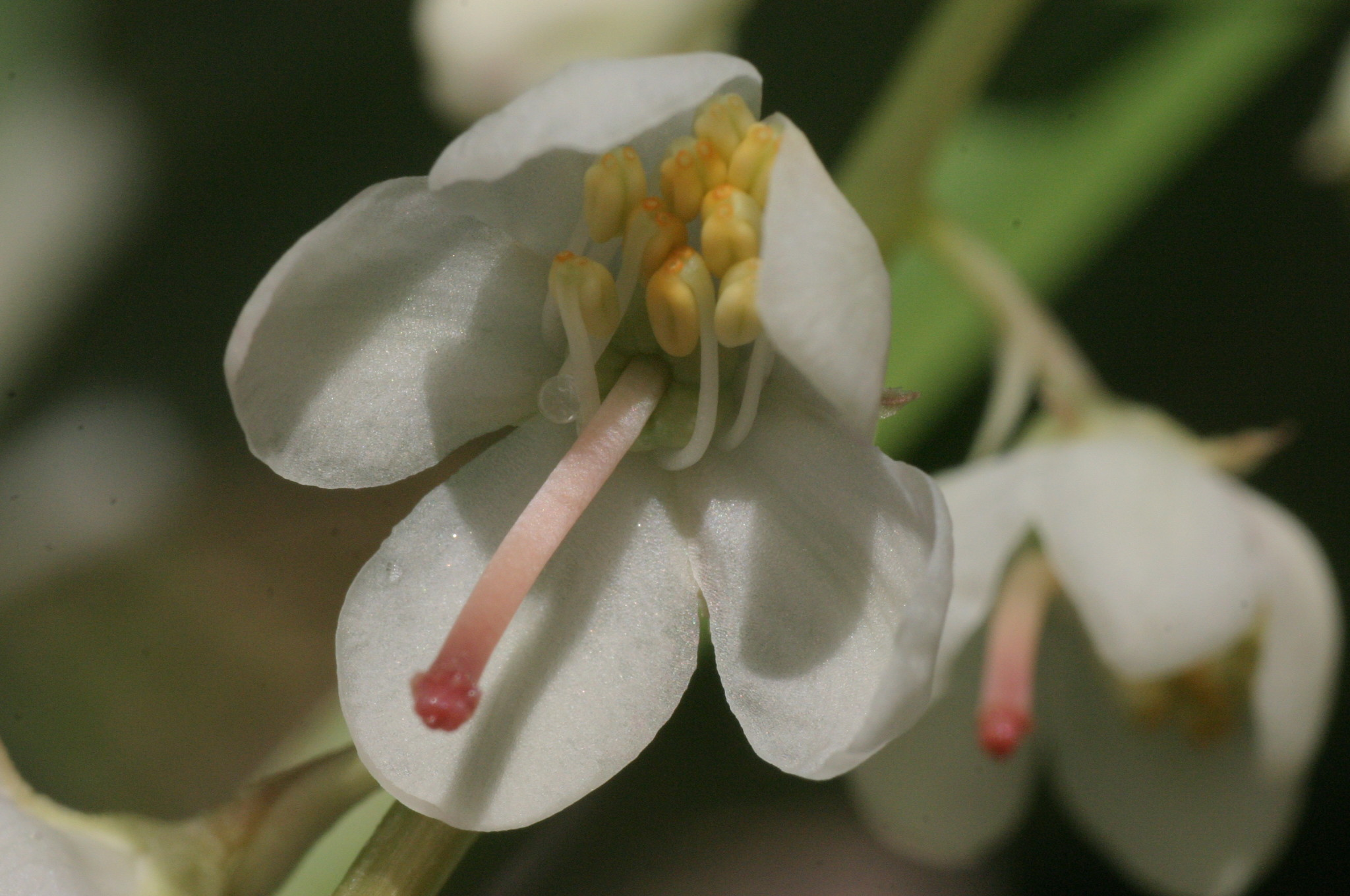

Багаторічна рослина 10–25(33) см заввишки. Чашолистки яйцевидо-ланцетні, довжина їх перевищує ширину при основі. Стовпчик трохи довше віночка, з розширеним кільцем під рильцем. Листки округлі або округло-овальні, трохи зубчасті. Китиця рідкоквіткова; віночок білий, при основі з рожевим відтінком. Кореневище коричневе, струнке, сильно розгалужене. Капсула стиснута-куляста, 4–5 × 6.5–8 мм.

## Поширення
Європа: Данія, Фінляндія, Норвегія, Швеція, Велика Британія, Австрія, Ліхтенштейн, Чехія, Словаччина, Німеччина, Угорщина, Польща, Швейцарія, Білорусь, Естонія, Латвія, Литва, Росія, Україна, Болгарія, Албанія, Чорногорія, Хорватія, Словенія, Сербія, Італія, Румунія, Франція, Люксембург; Азія: Туреччина, Азербайджан, Вірменія, Грузія, Росія, Монголія, Китай. Населяє хвойні ліси.
В Україні зростає в ялицево-ялинових, змішаних, листяних лісах — дуже рідко в Прикарпатті, на Поліссі, в західному Лісостепу, гірському Криму (заповідно-мисливське господарство, яйла гори Чатир-Даг). Входить у переліки видів, які перебувають під загрозою зникнення на територіях Житомирської, Закарпатської, Київської областей.